# CMoy
Le Cmoy est un amplificateur de poche destiné aux casques, réalisé pour la première fois par Chu Moy sur le forum de discussion headwize.com.
L'ampli casque est construit autour d'un simple ou double amplificateur opérationnel ; Chu Moy s'est basé sur l'OPA2134 bien que d'autres modèles peuvent tout à fait convenir. Le montage  est relativement simple et peu coûteux  car il ne nécessite que quelques composants. On peut le réaliser sur une Platine Labdec (couramment appelée "plaquette" en électronique), et ainsi se passer de soudure. L'alimentation du montage est assurée par une pile 9 V, ce qui n'empêche pas le Cmoy de pouvoir alimenter tout type de casques.
Ces caractéristiques l'ont rendu très populaire dans le monde du DIY, en particulier chez les débutants. 

## Controverse
Le youtubeur jipihorn critique violemment ce montage notamment à cause d'une très très grosse distorsion dû à l'utilisation inappropriée de l'amplificateur opérationnel.